# Тимур-Ходжа-хан
Тимур-Ходжа (в русских летописях Темир-Хозя) — хан Золотой Орды в 1361 году. Тимур-Ходжа представитель рода Шибанидов.
Был старшим сыном хана Хизра. Организовал заговор против отца, в результате которого Хизр и его младший сын были убиты, а Тимур-Ходжа вступил на золотоордынский престол. Правил в течение пяти недель. Успел начать чеканку монет в Новом Сарае.
Ордынская знать была настроена враждебно по отношению к Тимур-Ходже с первых же дней царствования, чем сумел воспользоваться беклярбек Мамай, восставший против власти нового хана. В это время Мамай объявил ханом своего ставленника Абдаллаха (потомка Узбек-хана). В стране начались междоусобицы. Не имея сил для противостояния Мамаю, Тимур-Ходжа бежал за Волгу, где и был убит.